# Sorell
Sorell è una città della Tasmania, in Australia; essa si trova 25 chilometri a nord-est di Hobart ed è la sede della Municipalità di Sorell. Al censimento del 2006 contava 1.546 abitanti.